# Haremsbyxor

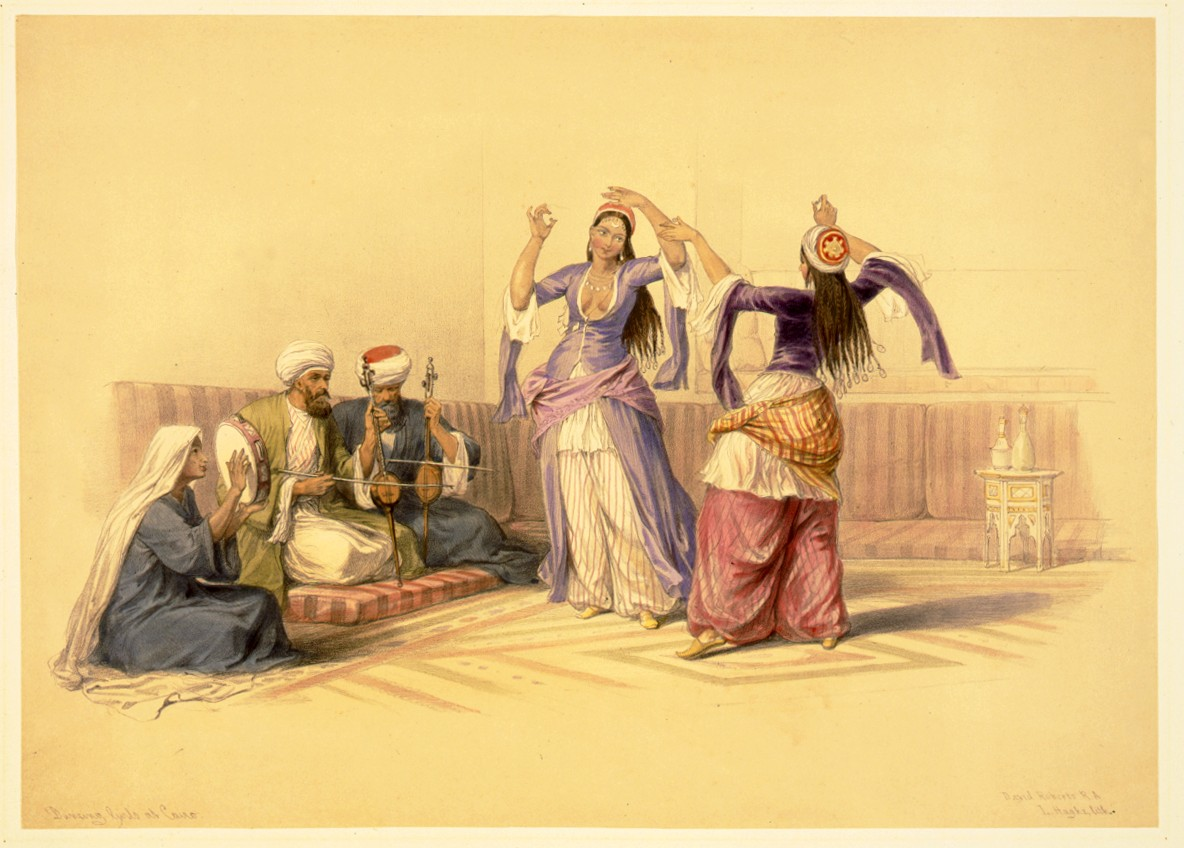
Egyptiska dansare i haremsbyxor, avbildade 1848.

Haremsbyxor, eller haremsbyxa, är en typ av vida långbyxor som är hopsnörda längst ned vid anklarna. Haremsbyxor är för både kvinnor och män. Byxorna tillverkas av tunnare tyg som veckas vid linningen i midjan eller höfterna. Modellen har sitt ursprung i traditionellt indiskt och arabiskt mode. Plagg som påminner om haremsbyxor förekommer bland annat inom magdans. Plagg inspirerade av haremsbyxor dyker ibland även upp i det västerländska ungdomsmodet då de vanligen handlar om mindre tygmängder. I Disneyfilmen Aladdin förekommer liknande plagg.
Till västvärldens mode kom haremsbyxorna ungefär runt 1910 genom den Ryska baletten. Ordet finns belagt i svenska språket sedan 1914.